# Eupithecia endonephelea
Eupithecia endonephelea là một loài bướm đêm trong họ Geometridae.